# 부라놉스키예 바부시키
부라놉스키예 바부시키(Бурановские бабушки)는 러시아의 음악 그룹이다. 그룹 이름은 "부라노보의 할머니"을 뜻한다. 유로비전 송 콘테스트 2012에서 러시아 대표로 참가했다.

## 구성원
- 나탈리야 야코블레브나 푸가쵸바 (Наталья Яковлевна Пугачёва, Natalia Pugachova) (1935년~ )
- 알레티나 겐나뎨브나 베기셰바(Алевтина Геннадьевна Бегишева, Zoya Drozdova) (1940년~ )
- 그라냐 이바노브나 바이사로바 (Граня Ивановна Байсарова, Alevtina Bekisheva) (1958년~ )
- 조야 세르게브나 도로도바 (Зоя Сергеевна Дородова, Granya Baysarova) (1949년~ )
- 갈리나 니콜라에브나 코네바 (Галина Николаевна Конева, Galina Koneva) (1938년~ )
- 발렌티나 세묘노브나 퍄트쳉코 (Валентина Семёновна Пятченко, Valentina Pyatchenko) (1937년~ )
- 올가 니콜라에브나 투카타레바 (Ольга Николаевна Туктарева, Olga Tuktaryova) (1968년~ )
- 예카테리나 세묘노브나 샤클랴에바 (Екатерина Семёновна Шкляева, Ekaterina Shklyaeva) (1937년~ )
- 니콜라이 자르바토프 (Николай Зарбатов, Nikolai Zarbatov) (1963년 또는 1964년~ )

## 전 구성원
- 옐리자베타 필리포브나 자르바토바 (Елизавета Филипповна Зарбатова, Elizaveta Zarbatova) (1926년~2014년)